# École Émile-Cohl
L'École Émile-Cohl est une école d'art française et un établissement d’enseignement supérieur privé reconnu par l'État spécialisé dans l'enseignement du dessin et des métiers de l'illustration, du cinéma d'animation, du jeu vidéo, de l’infographie multimédia, de la bande dessinée et du dessin de presse, situé au 1, rue Félix Rollet à Lyon et fondé en 1984.
Présente à Angoulême depuis 2021, l'école délivre deux diplômes visés par l'État et co-organise depuis 1989 un diplôme d'université avec l'université Lumière Lyon 2.
En 2019, sa formation en cinéma d'animation classe l'École Émile-Cohl en 7e position dans le classement des écoles d'animation en France du Figaro, devant l'École nationale supérieure des arts décoratifs ou encore l'École Estienne. Sa formation en cinéma d'animation est l'une des 28 formations reconnues du Réseau des écoles françaises de cinéma d’animation (RECA).

## Historique
Fondée en 1984 par l'écrivain et réalisateur de documentaires Philippe Rivière, avec l'aide du plasticien Roland Andrieu, l'école porte le nom d'Émile Cohl, dessinateur français considéré comme l'inventeur du dessin animé. 
En 1994, l'École Émile-Cohl quitte la rue de la Madeleine (Lyon 7e) pour rejoindre le quartier Villette Part-Dieu (Lyon 3e), au 232, rue Paul Bert. Elle reprend l'atelier d'une ancienne PME, sur un emplacement de 2 400 m2.
En septembre 2014, elle fait réhabiliter les ateliers d'assemblage de l'usine Renault Véhicules industriels, abandonnés depuis 1998, sur un site devenu la « Friche RVI ». Elle conserve les structures métalliques datant du début XXe siècle, ainsi que les sheds, sur une surface de presque 8 000 m2. C'est ainsi qu'au mois d'avril 2016, l'École Émile-Cohl déménage au 1, rue Félix Rollet, à Lyon 3e. 
L'année suivante, l'école est à l'initiative de la Fondation Graphein créée pour soutenir les étudiants issus de milieux modestes faisant face à un manque de ressources financières. Cette fondation abritée par la Fondation Bullukian, reconnue d'utilité publique, organise sa première vente aux enchères à l'occasion de l'inauguration des nouveaux bâtiments, le 13 avril 2017.
En janvier 2021, l'école annonce son projet d'ouvrir un établissement à Angoulême, dans le quartier historique de l'Houmeau, pour y créer une formation professionnalisante en storyboard et layout pour le cinéma d'animation.

## Formation
L'École Émile-Cohl forme aux métiers du cinéma d'animation, de l'illustration, du jeu vidéo, de l’infographie multimédia, de la bande dessinée et du dessin de presse. Les étudiants l'intègrent après avoir obtenu un baccalauréat. Ou bien ils accèdent directement en première année via Parcoursup (pour les formations de Dessinateur Praticien ou de Dessinateur 3D), ou bien après avoir effectué la classe préparatoire de l'école (Prépa Dessin ou Prépa Dessin FLE).

### Diplômes
Ses deux principaux cursus délivrent un "diplôme de dessinateur praticien" visé par l'État (niveau 6, bac+3) et un "diplôme de dessinateur 3D" visé par l'État (niveau 6, bac+3) et tous deux accessibles via Parcoursup.
Elle délivre également deux titres certifiés de niveau 7 (bac+5) au répertoire national des certifications professionnelles (RNCP) de "Concepteur artistique-réalisateur en jeu vidéo" et de "Concepteur artistique-réalisateur en cinéma d’animation". 
Deux certificats d'école de "Storyboard & Layout" (bac+2) et de "Directeur de création en édition multimédia" (bac+5) sont également délivrés par l'école. Deux autres formations professionnalisantes sont proposées en "Dessin 3D" (bac+3, à Lyon) et en "Storyboard & Layout" (bac+2, à Angoulême).
Elle organise par ailleurs des formations courtes pour le grand public et les professionnels, notamment en aquarelle, bande dessinée, illustration jeunesse, gravure, dessin animé, carnet de voyage, matte painting.

### Cursus
Le cursus principal commence par un apprentissage des fondamentaux du dessin, pendant trois années, puis par des spécialisations durant les deux dernières années suivantes.
En dernière année d'études, les étudiants accèdent à une journée de recrutement à laquelle participent 60 entreprises (studios d'animation, éditeurs, studios de développement de jeu vidéo, agences de communication visuelle),.

### Coût
L'École Émile-Cohl coûte entre 6,000 euros et 8,000 euros à l'année, suivant les cursus.
En novembre 2021, elle obtient la certification Qualiopi pour ses actions de formation et son accompagnement à la VAE.

## Centre de recherche
Le Centre de recherche et d’histoire inter-médias (CRHI) est créé en mars 2013 à l’occasion d’un colloque international, accueilli à l’école, sur l’œuvre de Gustave Doré, dont la coordination scientifique est assurée par Cyril Devès, docteur en histoire de l’art. Le CRHI se donne pour mission d’étudier les rapports entre les œuvres du passé, exprimées dans les médias traditionnels (peinture, sculpture, gravure…) et les œuvres contemporaines issues des nouveaux médias (illustration, bande dessinée, cinéma d’animation, jeu vidéo). 
Le CRHI organise chaque année une journée d’étude ou un colloque dont Cyril Devès dirige la publication des actes : Gustave Doré 1883-2013, en 2014, La femme fatale de ses origines à ses métamorphoses plastiques, littéraires et médiatiques (2020), Le jeu vidéo au carrefour de l'Histoire, des arts et des médias (2023). 
Il est aussi associé à tous les partenariats noués par l'école avec les institutions, centres d’art, galeries, fondations et musées. Ils donnent lieu à des conférences,,, à la réalisation de livrets de visite ou d’applications numériques, à l’animation d’ateliers pédagogiques, à l’organisation de stages de dessin,, ou encore à des expositions de travaux d’étudiants,,,,. 
En 2022, il lance la revue scientifique annuelle Démiurges. 

## Effectif
L'École Émile-Cohl compte 850 étudiants et 120 professeurs en 2021.

### Enseignants
(liste non exhaustive) : 
- Cédric Babouche
- Jérémy Bajulaz
- Frédérique Blanc
- Michaël Bolufer
- Benoît Chieux
- Isabelle Chatellard
- Philippe Choulet
- Lilas Cognet
- Jérôme Cousin (décorateur)
- Chloé Cruchaudet
- Yann Damezin
- Cyril Devès
- Xavier Dorison
- Florence Dupré la Tour
- Marc Dutriez
- Matthieu Ferrand
- Dominique Gardrat
- Jean Grosson
- Pascal Jacquet
- Tristan Josse
- Jérôme Jouvray
- Olivier Jouvray
- Aymeric Hays-Narbonne
- Diane Le Feyer
- Françoise Lorson
- Frédérick Mansot
- Lucie Minne
- Nathalie Michaud
- Ugo Panico
- Pascale Perrier
- Paul Picard
- Rose Poupelain
- Philippe Pauzin
- Pierre-François Radice
- Yann Rambaud
- Olivier Ribbe
- Fabien Roule
- Charlotte Rousselle
- Michaël Sanlaville
- Dominique Simon
- Eric Soucanh
- Hervé Vadon

### Professeurs émérites
(liste non exhaustive) : 
- Danielle Blot-Ducreux
- Jean Claverie
- Laurent Danchin †
- Rébecca Dautremer
- Henri Galeron
- Maurice Garnier †
- Jacques-Rémy Girerd
- Yves Got
- Gilbert Houbre
- Fabien Lacaf †
- Christian Lax
- Daniel Maja
- Jean Mulatier
- Jean-Michel Nicollet
- Philippe Rivière

### Anciens élèves notables
Parmi les anciens élèves de l'École Émile-Cohl, on peut citer les artistes visuels :
- David Alvarez (concept artist)
- Christophe Archinet
- Cédric Babouche
- Claude Barras
- Éric Battut
- Cécile Becq
- Camille Benyamina[11]
- Fred Bernard
- Pierre Bertin (concept artist)
- Jean-Christophe Blanc
- Matthieu Blanchin
- Olivier Bonhomme
- Isabelle Chatellard
- Daphné Collignon
- Chloé Cruchaudet
- Félix Delep
- Florence Dupré la Tour
- Vincent Dutrait
- Christian Epanya
- Benjamin Flao
- Sylvain Frécon
- Alain Gagnol
- Kévin Gemin
- Thomas Girard (cofondateur du conisme)
- Stéphane Girel
- Théo Grosjean
- Asaf Hanuka
- Alexandra Huard
- Thibaut Huchard
- Stéphane Girel
- Philippe Jozelon
- Sidney Kombo (le plus « oscarisé » de l'école[28])
- Juan Pablo Machado[29]
- Élise Mansot
- Frédérick Mansot
- Jean-Charles Mbotti Malolo
- Sébastien Mitton
- François Martin
- François Olislaeger
- Pierre Perifel
- Cédric Peyravernay
- Florian Pigé
- Jüne Plã
- Thierry Puginier
- Quentin Reubrecht
- Mathieu Reydellet
- François Roca
- Philippe Rolland (réalisateur)
- Matthieu Saghezchi
- Jaouen Salaün
- Michaël Sanlaville
- Maly Siri
- Clémentine Sourdais
- Marie Terray
- Florian Thouret
- Maureen Wingrove
- Woodkid[11]

## Direction
- 1984 à 2017 : Philippe Rivière[30]
- ...-2017 : Emmanuel Perrier[11]
- Depuis 2017 : Antoine Rivière[27] & Emmanuel Perrier[11]

## Controverses
En septembre 2018, pour faire la promotion de l'ouverture d'une école Émile-Cohl à Los Angeles, l'école fait réaliser un site Web par un service de communication aux États-Unis. Ce site est illustré avec des visuels d'étudiants fournis par l'école lyonnaise, ainsi qu'avec une photo d'étudiants qui est retouchée par cette agence aux États-Unis afin de montrer des personnes noires et afficher plus de diversité ethnique, une pratique de blackwashing dont l'école conteste avoir été à l'initiative,,.